# Backbone

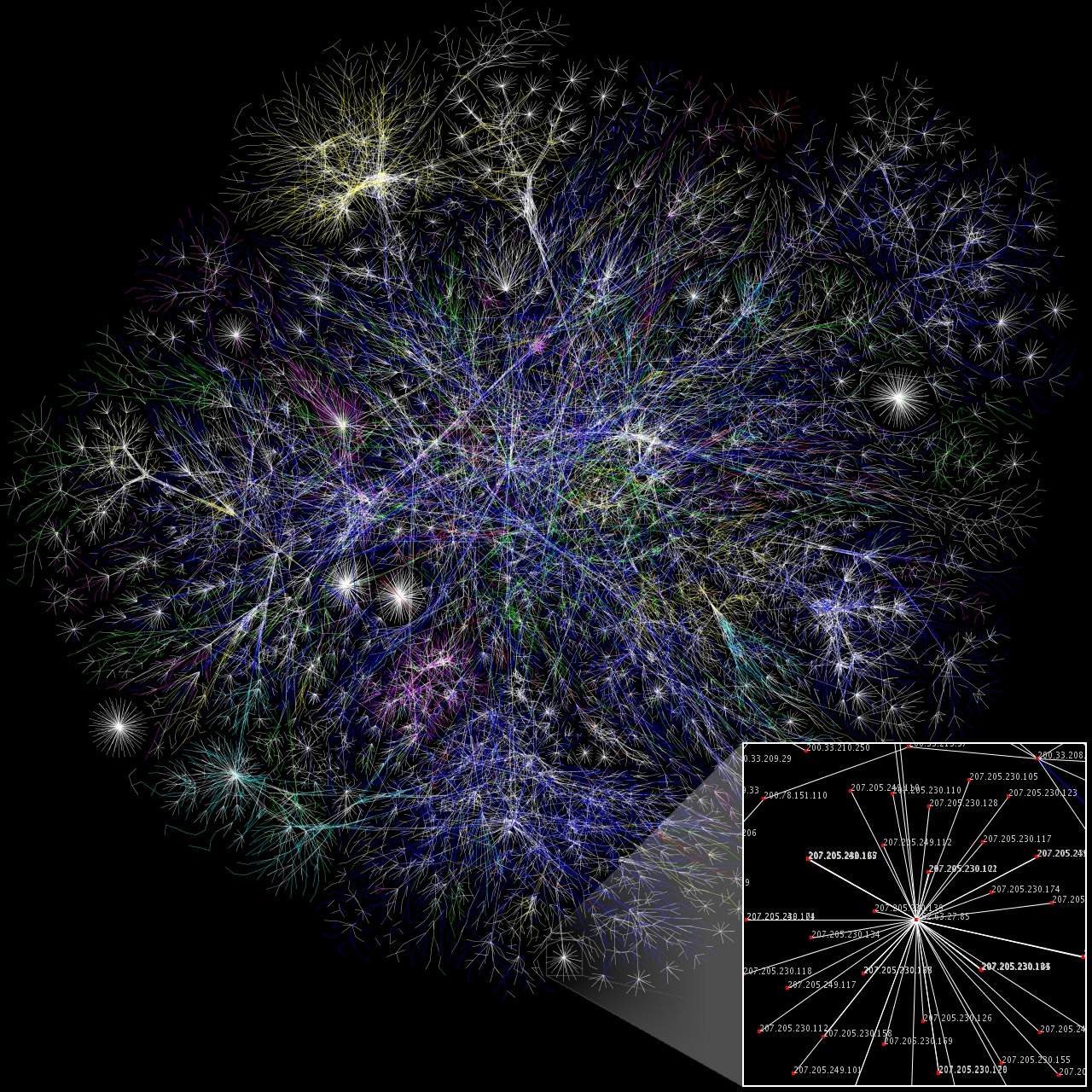
Cada linha desenhada entre dois nós, representa dois endereços de IP. Uma visualização da espinha dorsal da Internet.

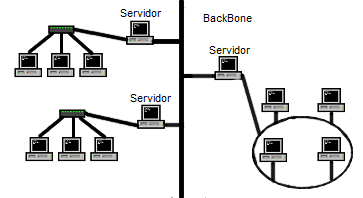
Representação gráfica de um backbone.‎

No contexto de redes de computadores, o backbone  (backbone traduzindo para português, espinha dorsal, embora no contexto de redes, backbone signifique rede de transporte) designa o esquema de ligações centrais de um sistema de redes mais amplo, tipicamente de elevado desempenho e com dimensões continentais.
Por exemplo, os operadores de telecomunicações mantêm sistemas internos de elevadíssimo desempenho para comutar os diferentes tipos e fluxos de dados (voz, imagem, texto, etc). Na Internet, numa rede de escala planetária, podem-se encontrar hierarquicamente divididos, vários backbones: os de ligação intercontinental, que derivam nos backbones internacionais, que por sua vez derivam nos backbones nacionais. Neste nível encontram-se, tipicamente, várias empresas que exploram o acesso à telecomunicação — são, portanto, consideradas a periferia do backbone nacional.
Em termos de composição, o backbone deve ser concebido com protocolos e interfaces apropriados ao débito que se pretende manter. Na periferia, desdobra-se o conceito de ponto de acesso, um por cada utilizador do sistema. É cada um dos pontos de acesso (vulgarmente referidos como POP's) que irão impor a velocidade total do backbone. Por exemplo, se um operador deseja fornecer 10 linhas de 1 Mbit com garantia de qualidade de serviço, o backbone terá que ser, obrigatoriamente, superior a 10 Mbit (fora uma margem especial de tolerância).
Dos protocolos tipicamente utilizados destacaram-se o ATM e Frame Relay, e em termos de hardware, a fibra óptica e a comunicação sem fios, como transferências por micro-ondas ou laser.
Atualmente, a principal tecnologia usada nas redes de transporte é a SONET / SDH , embora outras tecnologias, como a Carrier Ethernet, estejam a ser investigadas.
A Internet e consequentemente a sua rede de transporte não se sustentam num controle central nem em estruturas coordenadas, nem tampouco em qualquer tipo de política mundial de rede. A elasticidade e resiliência da Internet resulta de características da sua arquitetura, concretamente, na ideia de colocar o menor número possível de funções de estado e controle da rede nos elementos de rede, cujo oposto seria delegar nos pontos finais de comunicação a maior parte do processamento do tráfego, para garantir a integridade, confiabilidade e autenticidade de dados. Além disso, o maior grau de redundância das ligações das redes atuais e os protocolos sofisticados de tempo-real dão caminhos alternativos de comunicação que permitem o balanceamento de carga e evitam o congestionamento.
O primeiro backbone do Brasil entrou em operação em 1992 — Fase I: de 1991 a 1993 (montagem) — no ambiente acadêmico, fruto de um projeto que se iniciou pouco antes pelas mãos da Rede Nacional de Ensino e Pesquisa (RNP). Na época, interligava dez capitais brasileiras e o Distrito Federal, com capacidade de 64 kbps.